# Antea (Parmigianino)
Il Ritratto di giovane donna, meglio noto come l'Antea, è un dipinto a olio su tela (135×88 cm) del Parmigianino, databile tra il 1524-1527 o il 1535-1537 e conservato nel Museo nazionale di Capodimonte a Napoli.
L'opera rappresenta una delle immagini più memorabili della ritrattistica di "maniera" italiana del primo Cinquecento.

## Storia
Fu Barri, nel 1671 col suo "Viaggio pittoresco per l'Italia", a menzionare per primo il ritratto della «innamorata chiamata l'Antea del Parmigianino» nel palazzo del Giardino a Parma. Una descrizione estesa del ritratto, con le dimensioni e l'elenco di dettagli quali il guanto e il visone, compare poi nell'inventario dei beni Farnese del 1680, mentre sul finire del secolo risulta trasferito assieme a gran parte della collezione Farnese negli ambienti della nuova Galleria di palazzo della Pilotta della stessa città emiliana, dov'è inventariata per la prima volta nel 1708. Nella Descrizione delle opere più preziose della galleria emiliana, del 1725, la tela continua a essere denominata come Ritratto dell'Antea o come Ritratto dell'innamorata del Parmigianino.
Nel 1734, col resto delle collezioni farnesiane, approdò a Napoli, in quanto ereditata da Carlo di Borbone, primo figlio maschio di Elisabetta Farnese, ultima discendente del casato. La tela è dunque prima nel palazzo Reale, poi nella reggia di Capodimonte, dove rimase fino alla fine del Settecento. Con il decennio francese (1805-1815) Ferdinando IV inviò la tela a Palermo per motivi di sicurezza, dove restò fino al 1816, allorché con la restaurazione borbonica fece ritorno nel Museo di Capodimonte.
Durante la seconda guerra mondiale il dipinto venne rastrellato dalle truppe tedesche che lo avevano trovato nei depositi di Montecassino. Trasportato prima a Berlino e poi nella miniera di Altaussee in Austria, dove venne recuperato nel 1945.
La datazione agli anni trenta (1535-1537) si basa sulla somiglianza con opere di quel periodo, in particolare con il Cupido che fabbrica l'arco di Vienna così come la Madonna dal collo lungo, come sostenuto da Freedberg (1950), Bologna (1956), Rossi (1980) e Di Giampaolo (1991).

## Descrizione e stile
Antea era una famosa cortigiana romana, ricordata da Benvenuto Cellini e da Pietro Aretino, per questo il ritratto, basandosi sull'identificazione tradizionale, era per lo più datato agli anni del soggiorno romano del Parmigianino (1524-1527). In parallelo con la coppia Raffaello/Fornarina, veniva letto nella misteriosa effigiata la passione dell'artista durante le notti romane.
Ferdinando Bologna invece, analizzando attentamente l'abbigliamento della donna, pervenne alla conclusione che la donna non aveva niente a che fare con le prostitute della Città eterna, collocandosi invece tra le dame seguaci della moda in vigore nelle corti dell'Italia settentrionale nei primi decenni del Cinquecento, collocando quindi la datazione della tela tra il 1535 e il 1537. Si è cercato allora di trovare un nome nella nobiltà parmense dell'epoca, ma nessuno dei tentativi finora intrapresi ha dato frutto indiscutibile (Lavice, 1862, Spinazzola, 1894, Rossi, 1980, Bertini, 2002). Alcuni hanno pensato a Ottavia Camilla Baiardi, nipote di Elena e Francesco Baiardi, amici e committenti dell'artista; essa andò in sposa quattordicenne al conte Magrino Beccaria, cantata poi dai poeti per il suo fascino e la sua allegria.
La fanciulla, molto somigliante all'angelo posto alla sinistra della Madonna dal collo lungo (1534) degli Uffizi di Firenze, è ritratta su sfondo scuro è tagliata all'altezza delle ginocchia, secondo un nuovo formato verticale che si trova anche nel Ritratto di Pier Maria Rossi di San Secondo. La donna, dalla corporatura esile rispetto all'ampiezza della veste, ha i capelli raccolti in un'elaborata acconciatura con diadema e indossa due orecchini con pendente. Guarda verso lo spettatore con uno sguardo carico di intensità, e porta una mano al petto, con anello al mignolo, mentre l'altra indossa un guanto e, stringendo l'altro guanto, regge anche una pelliccia di visone appoggiata elegantemente sulle spalle. Il vestito è "alla francese", con una tunica fatta di stoffe pregiate, intessute d'oro, e le maniche a sbuffo sulle spalle, che diventano più aderenti lungo il braccio. Il polsino è pieghettato e ricamato. Una catena pende accanto alla scollatura. Indossa anche un grembiule finemente ricamato (lo "zinale"), un dettaglio presente anche nella Schiava turca.
La sua figura è un'apparizione improvvisa e inquietante, dal naturalismo solo apparente, negato dall'ingrandimento "allucinante di tutto il braccio e la spalla destra, su cui la pelle di martora pesa a dismisura, la deformazione abnorme che codesta spaurita, dall'aria consunta e rassegnata, ostenta come un penoso sfallo di natura". Ma tali incongruenza sono attenuate e messe in secondo piano dalla bellezza verginale e pudica della fanciulla, la sua sobrietà davanti a tanto sfarzo sartoriale, la sua aristocraticità innata.

## Media
Nell'episodio La ragazza di Renoir della IV stagione della serie televisiva Una mamma per amica, Antea viene interpretata dall'attrice statunitense Alexis Bledel (Rory) nella riproduzione "vivente" del quadro, annunciata dal personaggio di Taylor con puntuali note: «Si tratta di un dipinto del maestro italiano Girolamo Parmigianino. Nacque a Parma e si formò alla scuola manierista diventando un grande ritrattista, fondendo uno stile sensuale con la classicità di Raffaello, come potrete vedere nel Ritratto di una giovane ragazza chiamata Antea».
Nel nome di Antea è un film di genere documentario del 2018, diretto da Massimo Martella, in cui Antea racconta in prima persona di come, insieme ad altre opere d'arte italiane, è riuscita ad uscire indenne dalla Seconda Guerra Mondiale